# Beliops
Beliops is een geslacht van straalvinnige vissen uit de familie van rifwachters of rondkoppen (Plesiopidae).

## Soorten
- Beliops batanensis Smith-Vaniz & Johnson, 1990
- Beliops xanthokrossos Hardy, 1985